# Перицикл
Перицикл, или перикамбий, — первичная образовательная ткань растений, окружающая проводящие ткани в один или несколько слоёв (у голосеменных).

## В стебле
Развивается вместе с прокамбием из инициального кольца между сердцевиной и первичной корой, позднее дифференцируется в паренхиму или склеренхиму. У древесных растений обычно отсутствует, встречается в стеблях травянистых двудольных. У многолетних растений из него формируются органы выделения — млечники, смоляные ходы.

## В корнях
Является корнеродным слоем, так как в корне с него начинается формирование осевого цилиндра, наружным слоем которого он является. В нём закладываются придаточные и боковые корни. У двудольных дифференцируется в камбий и феллоген в процессе вторичного утолщения корня.